# Niederfeld-Magnetresonanz
Die Niederfeld-Magnetresonanz bezeichnet die Erzeugung von Kernspinresonanz mittels schwacher Magnetfelder im Millitesla-Bereich. Das Prinzip findet Anwendung in speziellen Formen der bildgebenden Diagnostik (Magnetresonanztomographie, MRT), in der Analytik (Magnetresonanzspektroskopie, MRS) und bei der therapeutischen Kernspinresonanz.
Studien zeigen eine diagnostische Treffsicherheit und hohe Sensitivität in der muskuloskelettalen Bildgebung.

## Eigenschaften
Zur Erzeugung von Kernspinresonanz benötigt man ein homogenes Magnetfeld und ein hochfrequentes Wechselfeld im Hochfrequenzbereich. Ist die Feldstärke des homogenen Magnetfeldes kleiner als in der Größenordnung von 0,5 Tesla, bezeichnet man die resultierende Magnetresonanz als Niederfeld-Magnetresonanz.
Kernspinresonanz, die durch Magnetfelder im Bereich 0,001 T bis 0,1 T erzeugt werden, nennt man häufig auch Ultraniedrigfeld-Magnetresonanz. Studien konnten zeigen, dass Kernspinresonanz grundsätzlich bei Feldstärken bis in den Nanotesla-Bereich hinein erzeugt werden kann. Zum Vergleich: Das Erdmagnetfeld hat in Europa einen Betrag von etwa 0,05 mT = 50.000 nT.

## Anwendungsgebiete

### Niederfeld-Magnetresonanztomographie
Niederfeld-Magnetresonanztomographie wird in der klinischen Bildgebung eingesetzt. Die benutzten Feldstärken für diese Anwendung sind überwiegend zwischen 0,2 und 0,5 T. Im Vergleich zur Hochfeld-Magnetresonanztomographie hat die Niederfeld-Magnetresonanztomographie ein geringeres Signal-Rausch-Verhältnis, wodurch eine weniger gute Auflösung hervorgerufen wird und daher höhere Abtastzeiten erforderlich sind.
Die Vorteile dieser Technik liegen in den Kontrastdifferenzen, die für verschiedene Gewebetypen bei kleineren Feldstärken besser sind als bei größeren Feldstärken. Kleinere Magnetfeldstärken ermöglichen außerdem eine kleinere Bauform. Dadurch wird der Einsatz des MRTs sehr viel angenehmer für Patienten mit klaustrophobischer Vorbelastung, weil die zentrale Öffnung des MRTs größer gewählt werden kann.
Niederfeld-Magnetresonanztomographie gilt als geeignetes Instrument zur Verlaufsbeurteilung von Krankheiten und wird meistens aufgrund der hohen Kontrastdifferenzen zur Untersuchung spezifischer Körperteile eingesetzt (z. B. Handgelenke).
Eine Bildkonstruktion ist prinzipiell auch noch bei Magnetfeldstärken im Milliteslabereich möglich.

### Niederfeld-NMR-Spektroskopie
Niederfeld-NMR-Spektroskopie wird in der analytischen Chemie eingesetzt. Diese ermöglicht es, andere Relaxationsprozesse als bei konventioneller NMR zu betrachten. Die Linienbreite eines NMR-Signals skaliert mit dem gemessenen Magnetfeld. Das führt zu schmalen Linienbreiten bei kleinen Feldern. Zur Detektion des Signals werden SQUIDs (supraleitende Quanteninterferenzdetektoren) benutzt.

### Therapeutische Kernspinresonanz
Ein weiteres Anwendungsgebiet der Niederfeld-Magnetresonanz ist die therapeutische Kernspinresonanz, mit der schmerzhafte Veränderungen des Bewegungs- und Stützapparates behandelt werden sollen.